# Martin Geier
Pour les articles homonymes, voir Geier.
Martin Geier (né le 24 avril 1614 à Leipzig, mort le 12 septembre 1680 à Freiberg) est un théologien protestant allemand.

## Biographie
Martin Geier est le fils du marchand et commerçant de Leipzig du même nom et de sa femme Sabina Fischer (morte le 27 juillet 1615 à Leipzig). Le 8 avril 1618, il est inscrit à l'école municipale de Leipzig, fréquente l'école Saint-Nicolas de Leipzig (de) à partir du 8 avril 1621 et à partir de septembre 1625 l'école municipale de Torgau. Fort de cette formation, il s'inscrit à l'université de Leipzig le 10 avril 1628, obtient sa licence de philosophie le 14 mars 1629, s'installe à l'université de Strasbourg en mai 1631 et à l'université d'Iéna le 26 septembre 1632. De retour à Leipzig, il obtient un magistère le 2 mai 1633, vient à l'université de Wittenberg le 24 juin 1633 et y poursuit ses études théologiques. Il trouve un logement dans la maison de Jakob Weller. En outre, Geier assiste aux conférences de Wilhelm Nigrinus, Paul Röber, Wilhelm Leyser, Johann Hülsemann et Martin Trost. Le 19 juin 1636, il obtient le droit d'enseigner, enseigne la langue hébraïque et retourne à Leipzig en mai 1637. Heinrich Höpfner devient son soutien. Le 19 août 1639, Geier devient professeur d'hébreu à l'université de Leipzig.
Cependant, Geier veut poursuivre une carrière théologique, il devient donc sous-diacre à Leipzig en 1643, diacre en 1645 et archidiacre en 1657, et en 1659, il est promu pasteur à l'église Saint-Thomas de Leipzig. Après avoir la licence le 15 septembre 1645 et le doctorat le 8 juillet 1658, Geier devient professeur titulaire et évaluateur de la faculté de théologie le 22 septembre 1658. Au semestre d'hiver 1659, il est recteur de l'alma mater de Leipzig, au semestre d'hiver 1662-1663, il devient doyen de la faculté de théologie et le 31 octobre 1661 en même temps surintendant de Leipzig et conseiller consistorial. Le 3 juillet 1646, il est le parrain de Gottfried Wilhelm Leibniz à l'église Saint-Thomas de Leipzig. Pendant son séjour à Leipzig, il crée, entre autres, le Collegium Gellianum, une inspiration des Nuits attiques. Après la mort de Jakob Weller, l'électeur Jean-Georges II de Saxe l'appelle à Dresde en 1665 en tant que prédicateur de la cour et conseiller ecclésiastique. Bien qu'il ne veuille pas exercer la fonction au départ, l'électeur réussit à le persuader de le faire. Geier est considéré comme un fanatique théologique qui n'hésite pas à punir. Il est également un auteur-compositeur spirituel, un exégète de l'Ancien Testament et un auteur de dévotions.

## Famille
Geier se marie deux fois. Son premier mariage a lieu le 17 juin 1645 à Leipzig avec Margarita Schürer (née le 10 janvier 1628 à Leipzig, morte le 20 novembre 1654 à Leipzig), la fille du libraire de Leipzig Zacharias Schürer (né le 19 août 1597 à Leipzig, mort le 18 janvier 1629 à Leipzig) et sa femme Margarita Blume (née le 17 mai 1607 à Wittenberg, morte le 29 octobre 1647 à Leipzig). Le mariage donne deux fils et une fille :
- Gottfried Geier (né le 22 octobre 1648 à Leipzig, mort le 26 avril 1649 dans la même ville)
- Matthias Geier (né le 21 mars 1651 à Leipzig, mort le 3 juillet 1666 dans la même ville)
- Margarita Geier (né le 20 novembre 1654 à Leipzig, mort le 11 août 1656 dans la même ville)

Après la mort de sa première femme, Geier épouse  à Leipzig le 26 mai 1656 la fille de Johann Benedikt Carpzov, Christina Elisabeth Carpzov (née le 20 octobre 1641 à Leipzig, morte le 7 septembre 1703 à Dresde). Du mariage naissent deux fils et deux filles :
- Johann Benedikt Geier (né le 18 septembre 1659 à Leipzig, mort le 29 octobre 1659 dans la même ville)
- Catharina Elisabeth Geier (née le 28 mai 1661 à Leipzig, morte le 22 août 1730 à Dresde) épouse le 25 novembre 1678 à Dresde le juriste Johann Georg Börner (né le 6 août 1646 à Dresde, mort le 2 mai 1713 dans la même ville)
- Johanna Christina Geier (née le 5 mars 1664 à Leipzig, morte le 28 avril 1709 à Dresde) épouse le 23 janvier 1682 à Dresde le conseiller privé de Saxe et directeur en chef de la mine Johann Aegidus Alemann (né vers 1655 à Dresde, mort le 4 octobre 1719 à Schmiedeberg), le fils du juriste Johann Alemann
- Johann Christian Geier (né le 12 février 1665 à Leipzig, mort le 24 février 1687 dans la même ville)